# Cathal Brugha
Cathal Brugha, urodzony jako Charles William St. John Burgess (ur. 18 lipca 1874, zm. 7 lipca 1922) – polityk irlandzki; pierwszy premier (ang. President of Dáil Éireann) tego kraju od 21 stycznia do 1 kwietnia 1919. Przeciwnik angielsko-irlandzkiego traktatu, kończącego irlandzką wojnę o niepodległość.